# Las aventuras de Tremendo
 Las aventuras de Tremendo es una película de Argentina filmada en Eastmancolor dirigida por Enrique Cahen Salaberry sobre el guion de Salvador Valverde Calvo que se estrenó el 20 de febrero de 1986 y que tuvo como actores principales a Tristán, Tremendo, Fernando Siro y Mónica Gonzaga.
El grupo musical Tremendo era un quinteto formado por chicos: Walter, Teo, Marito, Darío y Gustavo que nació en Argentina en 1984 como respuesta al grupo puertorriqueño Menudo.

## Sinopsis
Betty, la joven nieta del multimillonario Leopoldo Vargas, quiere a toda costa que el grupo Tremendo actúe en su fiesta de cumpleaños. La banda, que se encuentra vacacionando en El Delta, se niega, lo cual desata una serie de hilarantes aventuras, desde el secuestro por parte de Betty a Fortunato, el torpe manager del grupo, el encuentro con un bebé abandonado en la puerta de la casa del grupo en el Delta, hasta el enfrentamiento con Vargas después de descubrir su plan para desalojar una zona habitada de la isla para construir un aserradero.

## Reparto
| Actor               | Personaje                      |
| ------------------- | ------------------------------ |
| Tristán             | Fortunato Bellavista Malatesta |
| Tremendo            | Ellos mismos                   |
| Karina Bolan        | Betty                          |
| Fernando Siro       | Leopoldo Vargas                |
| Mónica Gonzaga      | Susana Castellani              |
| Juan Díaz           | Ángel                          |
| Guido Gorgatti      | Pablo                          |
| Mónica Núñez Cortés |                                |
| Carlos Rivkins      | Dr. Jiménez                    |
| Noelia Noto         | Patricia                       |
| Sebastián Miranda   | Toto                           |
| José Corzo Gómez    | Él mismo                       |
| Jesús Berenguer     |                                |
| Julio Pelleri       |                                |
| Carlos Ilse         |                                |

## Comentarios
P.Q. en Tiempo Argentino escribió:

«Todo es un sube y baja emotivo en el que, mientras no cantan y bailan, las jovencitas parecen estar en otra galaxia.»

La Nación opinó:

«No cuenta que los gags utilizados sean antiguos ni que los diálogos carezcan de humor ni que las escenas finales intenten ua lección moral demasiado sabida. Lo realmente importante de este film es que los chicos canten.»

Manrupe y Portela escriben:

«Un éxito musical del momento llevado a la pantalla, recibido demasiado bien por cierta crítica conformista.»